# 上川敦志
上川 敦志（かみかわ あつし、1975年9月14日 - ）は日本の漫画家。福岡県出身。『週刊少年サンデー』など小学館で主に活動している。女性で旧ペンネームは上川敦子。

## 主な作品
- 海賊キャバレー（2002年/少年サンデー超、読みきり）
- それ行け！ 海王総合病院小児科（2002年/少年サンデー超、読みきり）
- 進め!!山岳救助隊（2003年、少年サンデー超、読みきり）
- ロボットボーイズ（2003年－2004年、原作七月鏡一/週刊少年サンデー連載）
- セ・ラ・ヴィ～世界一になるために（2008年/小学6年生連載）
- テニスのＡ（2009年/小学6年生連載）
- 小学館版 学習まんが人物館 スティーブ・ジョブズ（2013年）
- 小学館版 学習まんが 日本の歴史 15 大正デモクラシー、16 恐慌と軍部の台頭（2022年）[1]
- マンスリーみつびし：「三菱の歴史」千年くすのき 彌太郎編（2023年〜連載）[2]